# Tatyana Troïna
Tatyana Troïna (biélorusse : Татьяна Троина) est une joueuse biélorusse de basket-ball née le 30 juin 1981 à Berdiansk (Ukraine).

## Biographie
En 2012, elle signe pour le club français de Nantes mais sa blesse au tendon du genou après trois rencontres (10 points et 7 rebonds de moyenne). La saison suivante, elle revient en Biélorussie au club d'Horizont.
De retour d'une blessure au ligament du genou, elle inscrit en moyenne 11,3 points, 4,8 rebonds et 2,2 passes décisives en Eurocoupe et 10,5 points, 4,7 rebonds et 3,3 passes décisives en 2014-2015 avec Minsk, puis signe pour la saison suivante avec son ancien club polonais de Lotos Gdynia.

## Clubs
| Saisons   | Équipe                            | Pays        |
| 2002-2004 | Lotos VBW Clima                   | Biélorussie |
| 2004-2007 | Lotos Gdynia                      | Pologne     |
| 2007-2008 | Ramat Hasharon                    | Israël      |
| 2008-2009 | TTT Riga                          | Lituanie    |
| 2009-2010 | Nadejda Orenbourg                 | Russie      |
| 2009-2010 | Club Sportiv Municipal Târgovişte | Roumanie    |
| 2010-2012 | Horizont Minsk                    | Biélorussie |
| 2012-2013 | Rezé-Nantes Basket 44             | France      |
| 2013-2015 | Horizont Minsk                    | Biélorussie |
| 2015-     | Lotos Gdynia                      | Pologne     |